# Ernesto Zedillo
Ernesto Zedillo Ponce de León (phát âm tiếng Tây Ban Nha: [ernesto seðiʝo], sinh ngày 27 tháng 12 năm 1951) là một nhà kinh tế học và chính trị Mexico. Ông từng là Tổng thống México từ ngày 1 tháng 12 năm 1994 đến ngày 30 tháng 11 năm 2000, là người cuối cùng trong dòng 70 năm liên tiếp của tổng thống Mexico từ Đảng Cách mạng Thể chế (PRI). Kể từ khi kết thúc nhiệm kỳ của ông vào năm 2000, Zedillo đã có tiếng nói hàng đầu về toàn cầu hóa, đặc biệt là ảnh hưởng của nó tới mối quan hệ giữa các nước phát triển và đang phát triển.
Ông hiện là Giám đốc Trung tâm Nghiên cứu Toàn cầu hoá tại Đại học Yale, là đồng chủ tịch Mỹ Latinh của Đối thoại liên Mỹ, là thành viên ban giám đốc của Citigroup, và từng là một trong số những thành viên chủ chốt của Procter & Gamble từ 2001 đến 2019.